# أباداينو
بلدية أباداينو (بالإسبانية: Abadiño)‏ هي بلدية تقع في مقاطعة بيسكاي، التي تقع في منطقة الباسك شمالي إسبانيا. تقع على بعد 35 كم من عاصمة المقاطعة بلباو.

## أعلام
- جوركا إتوراسبي
- أندير إيتوراسبي
- روبرتو كويفاس
- ديفيد أتشبريا
- إوستاريتز
- بينجامين غونزاليس

## وصلات خارجية
- موقع رسمي
- ABADIÑO in the Bernardo Estornés Lasa - Auñamendi Encyclopedia (Euskomedia Fundazioa) (بالإسبانية)